# ファニタ・ホール
ファニタ・ホール (Juanita Hall 1901年11月6日 - 1968年2月28日) はアメリカ合衆国のミュージカルおよび映画女優。ロジャース&ハマースタインのミュージカル『南太平洋』のブラッディ・メアリー役、『フラワー・ドラム・ソング』のリャン夫人役で舞台および映画双方に出演したことで知られる。

## 経歴
ニュージャージー州キーポートで生まれ、ジュリアード学院でクラシックを学んだ。
1930年代初頭、ホール・ジョンソン・クワイアのスペシャル・ソロイストおよび助監督を務めていた。役者として活動する以前、自身のコーラス・グループのザ・ファニタ・ホール・クワイアを組織しており、コンサート、レコード、映画、ラジオと精力的に活動していた。ステージ・マネージャー・クラブにより創設されたレビュー『タレント48』のオーディションを受けた。後にラジオのナショナル・ニグロ・ネットワークでソープ・オペラ『The Story Of Ruby Valentine 』に出演した。このシリーズはフィリップモリス、ペット・ミルクなどの提供で35局で放送された。
若い頃、黒人のブロードウェイ俳優の第一人者であり、リチャード・ロジャースとオスカー・ハマースタイン2世から直々に選ばれ、1949年4月7日からブロードウェイのマジェスティック劇場で1,925回ブラッディ・メアリー役を演じた。共演者はエツィオ・ピンツァとメアリー・マーティンであった。『南太平洋』に出演しつつ、グリニッジ・ヴィレッジにあるクラブにもレギュラー出演し、舞台で歌っていた曲『Am I Blue? 』、『Lament Over Love 』やラングストン・ヒューズの『Cool Saturday Night 』でファンを増やした。1950年、トニー賞ミュージカル助演女優賞を受賞し、トニー賞初の黒人受賞者となった。1954年、ブロードウェイ・ミュージカル『House of Flowers 』に出演し、ハロルド・アーレンの『Slide Boy Slide 』を歌い踊った。
1957年、ニューヨークのベルトーン・スタジオでクロード・ホプキンス、コールマン・ホーキンス、バスター・ベイリー、ドク・チータム、ジョージ・デュヴィヴィエなど錚々たるジャズ・ミュージシャンをバック・バンドに『Juanita Hall Sings the Blues 』を収録した。1958年、映画版『南太平洋』でブラッディ・メアリー役を再演することとなったが、リチャード・ロジャースの希望により歌の部分はロンドン公演でブラッディ・メアリー役を演じたミュリエル・スミスによる吹き替えとなった。同年、ロジャース&ハマースタインのブロードウェイ・ミュージカル『フラワー・ドラム・ソング』に出演し中国系アメリカ人のマダム・リャン役を演じた。

### プライベート
10代の頃、俳優のクレメント・ホールと結婚し、子供はおらず、1920年代にクレメントが亡くなった。糖尿病を患っていた彼女はニューヨーク州ロングアイランドのベイ・ショアで合併症により亡くなった。それまで彼女はニューヨーク州イースト・アイスリップにあるパーシー・ウィリアム・アクターズ・ホームに住んでいた。レナード・フェザーは彼女の死に寄せて彼女について「ブルース歌唱のベテランで実践者であった」と語った。